# Aereo a fusoliera larga

La sezione di un Airbus A380 e di un Boeing 747.

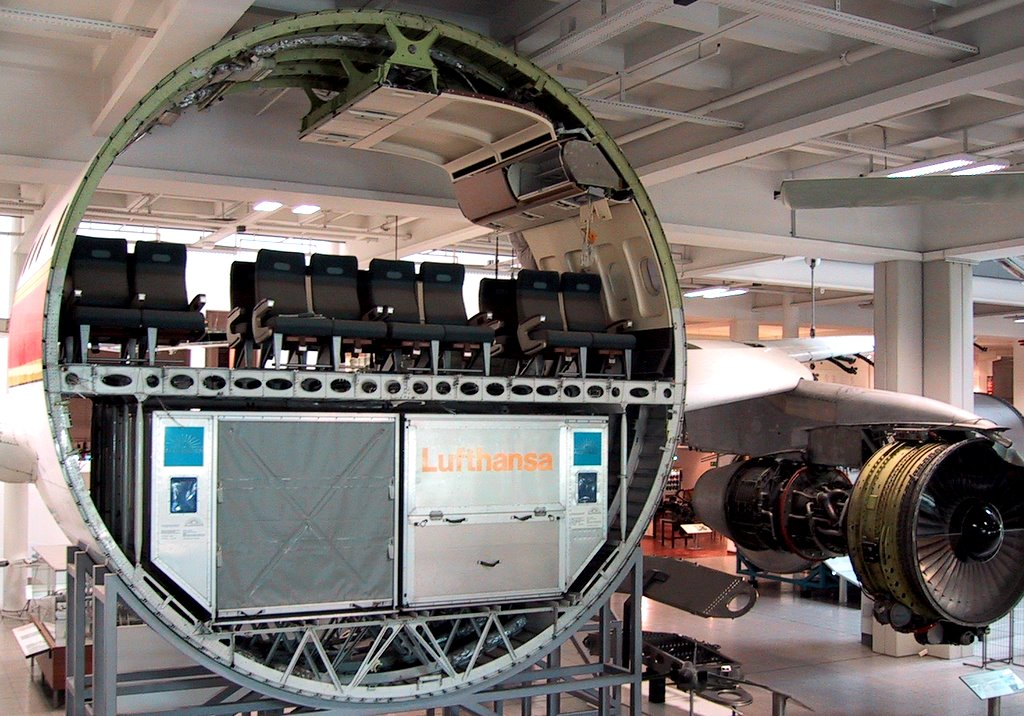
La sezione di un Airbus A300.

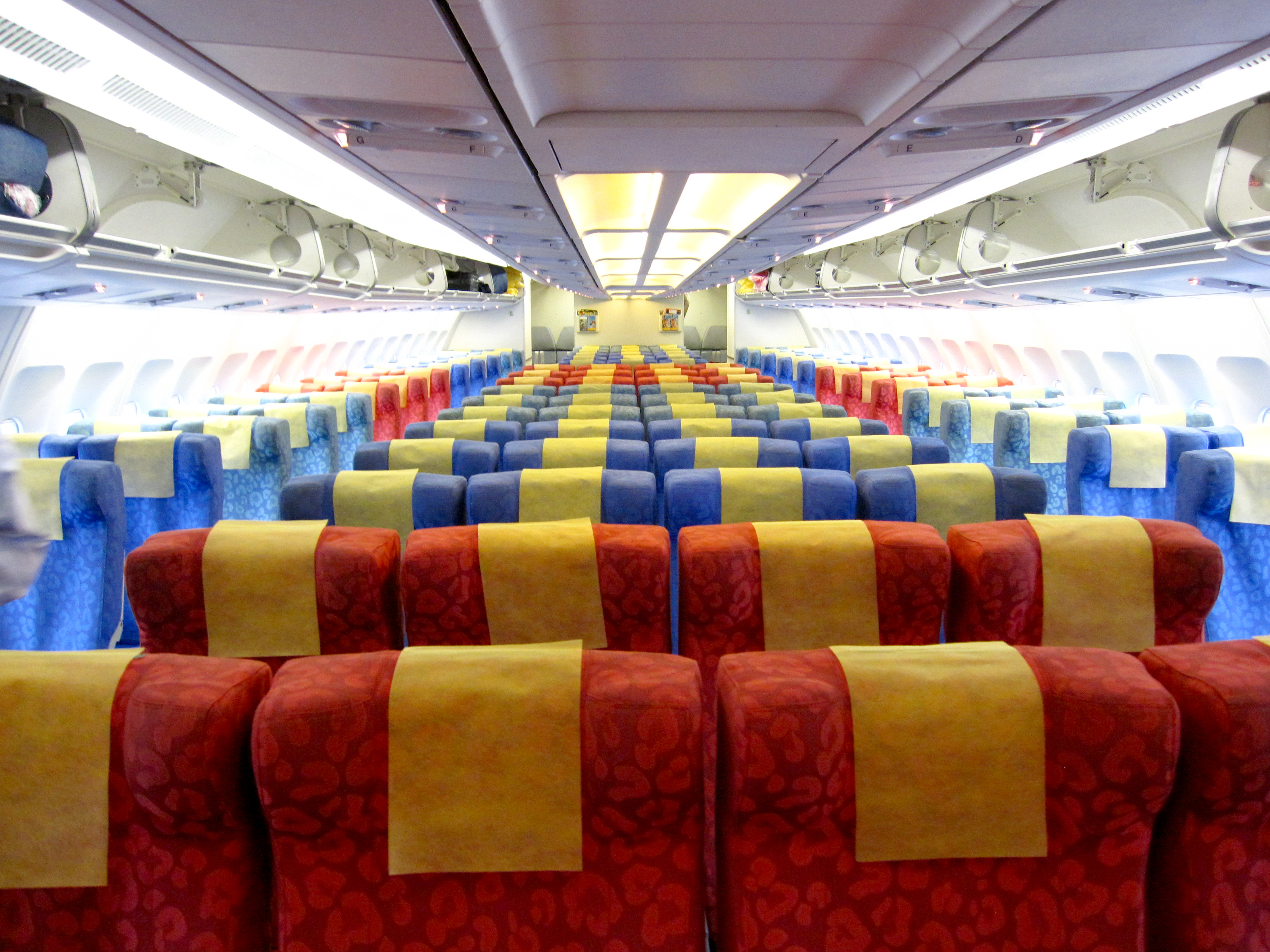
La cabina di un Airbus A330-300

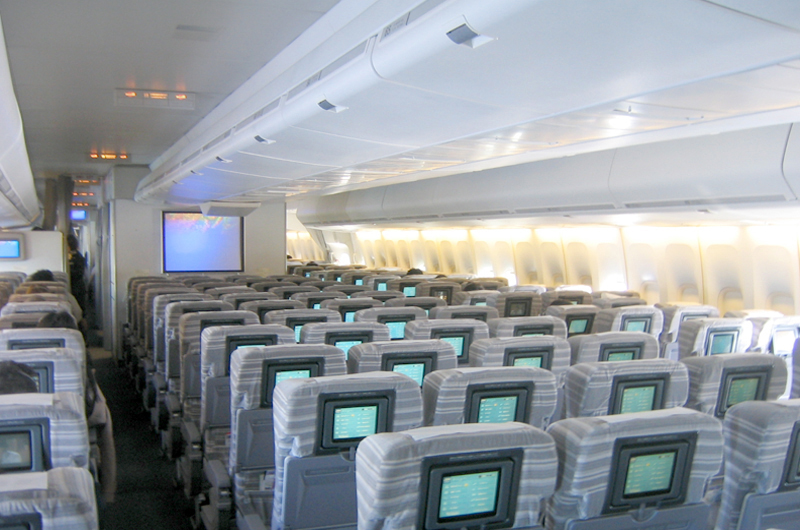
La cabina di un Boeing 747-400

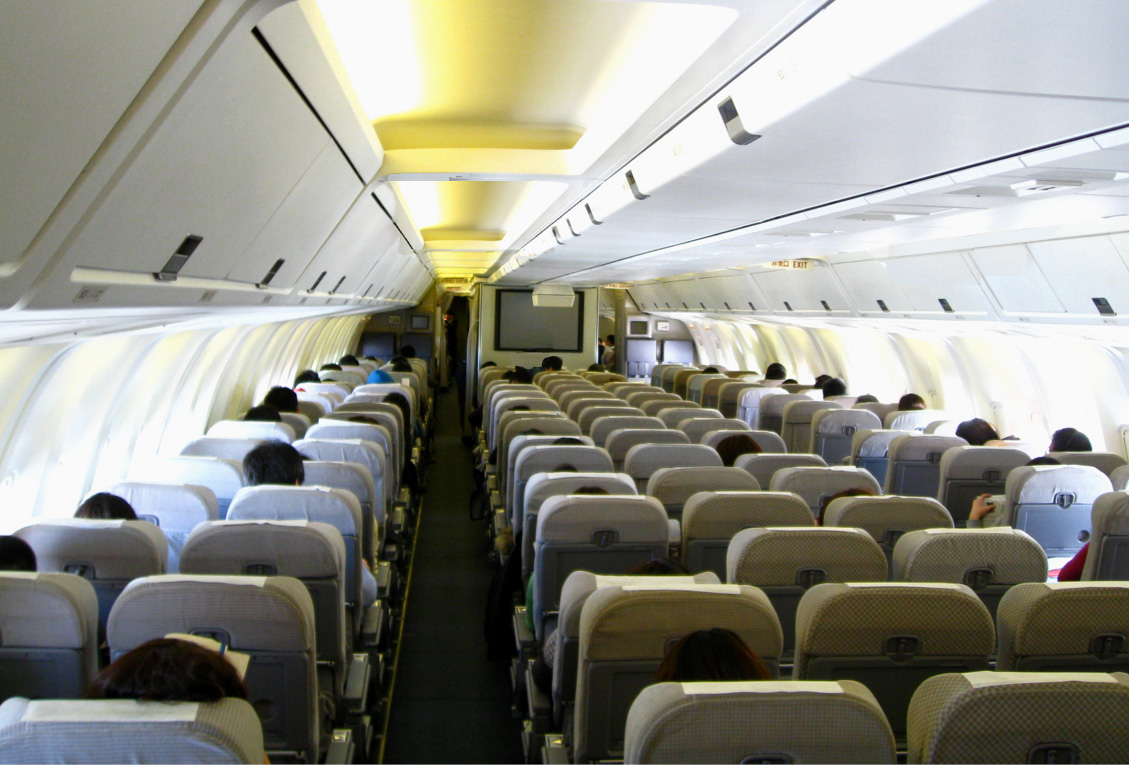
La cabina di un Boeing 767-300

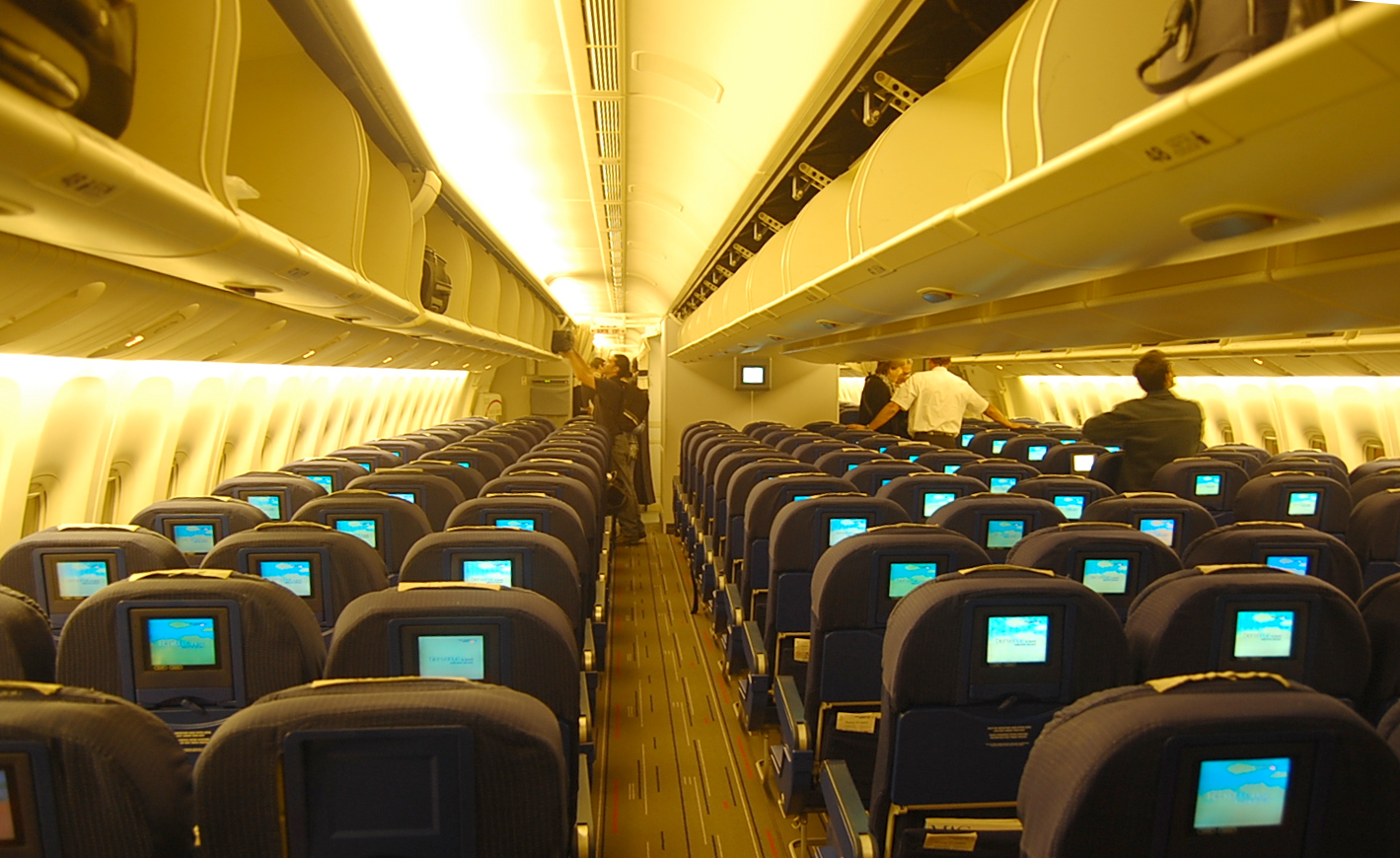
La cabina di un Boeing 777

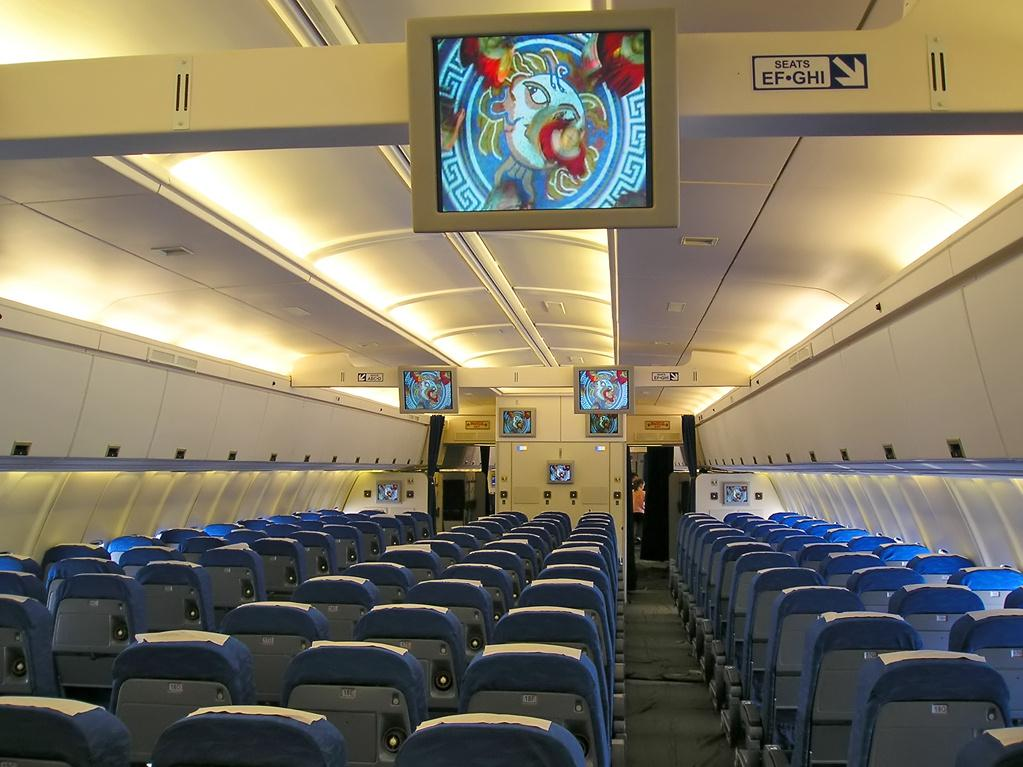
La cabina di un Ilyushin Il-96-300

Un aereo a fusoliera larga (in inglese "wide-body aircraft"), conosciuto anche come aereo a doppio corridoio (in inglese "twin-aisle aircraft"), è un aereo di linea con diametro della fusoliera che va dai 5 ai 6 metri, una larghezza che consente l'allestimento di 7-10 posti adiacenti per ogni fila su doppio corridoio.

## Descrizione
Il termine ha fatto la sua comparsa alla fine degli anni sessanta per distinguere i primi aerei di linea con doppio corridoio dai velivoli che mantenevano la configurazione tradizionale a corridoio singolo, tipicamente con 4 o al più 6 posti per fila, che vengono detti a fusoliera stretta (narrow-body).
Gli aerei "wide-body" vengono utilizzati per tratte medio-lunghe ed hanno una capienza che varia tra i 200 e gli 853 passeggeri, mentre il "narrow-body" più grande può trasportare al massimo 280 passeggeri.
L'Air France definisce i suoi velivoli a fusoliera stretta come Moyen-courrier (Un moyen-courrier est une liaison de distance moyenne, soit moins de cinq heures de vol) e quelli a fusoliera larga come Long-courrier (Un long-courrier est une liaison longue distance, soit plus de cinq heures de vol).

### Aereo a doppio ponte
Un aereo a doppio ponte ha due piani per imbarcare passeggeri; il secondo ponte può essere anche solo parziale e può essere sopra o sotto il ponte principale. Quasi tutti gli aerei commerciali hanno un ponte per i passeggeri e un ponte di carico per i bagagli e i container ULD, ma solo pochi aerei hanno due ponti per i passeggeri, in genere sopra il terzo ponte di carico dei bagagli.

Inizialmente, molti idrovolanti, come il Boeing 314 e Short Sandringham, avevano due ponti passeggeri. A seguito della seconda guerra mondiale il Boeing 377 Stratocruiser, un aereo a doppio ponte parziale derivato dal Boeing B-29 Superfortress, divenne popolare con le compagnie aeree di tutto il mondo.

Il primo aereo di linea a doppio ponte parziale è stato il widebody Boeing 747, con il ponte superiore più piccolo e posto sopra il ponte principale.

Il nuovo widebody Airbus A380 è dotato di due ponti passeggeri che si estendono per tutta la lunghezza della fusoliera, così come un terzo piano inferiore per il carico bagagli e i container.

## Aeromobili

### Tabella
| Aeromobile              | EIS-FPY   | Motori | MTOW (t.) | Diametro interno | Diametro esterno | Configurazione posti            | Capacità passeggeri           | Note                                                | Esemplari     |
| ----------------------- | --------- | ------ | --------- | ---------------- | ---------------- | ------------------------------- | ----------------------------- | --------------------------------------------------- | ------------- |
| Airbus A300             | 1974-2002 | 2      | 171,7     | 5,28             | 5,64             | Bus 2-2-2 Eco 2-4-2             | 266 (2-classi) 298 (1-classe) | il primo "wide-body" bimotore                       | 561           |
| Airbus A310             | 1982-1998 | 2      | 164       | 5,28             | 5,64             | Bus 2-2-2 Eco 2-4-2             | 220 (2-classi) 247 (1-classe) | un'evoluzione dell'A300 con una fusoliera più corta | 255           |
| Airbus A330             | 1994      | 2      | 233       | 5,28             | 5,64             | First 1-2-1 Bus 2-2-2 Eco 2-4-2 | 253 (3-classi) 335 (2-classi) |                                                     | in produzione |
| Airbus A340             | 1993-2011 | 4      | 276,5     | 5,28             | 5,64             | First 1-2-1 Bus 2-2-2 Eco 2-4-2 | 295 (3-classi) 419 (2-classi) |                                                     | 377           |
| Airbus A350             | 2014      | 2      | 268       | 5,61             | 5,96             | First 1-2-1 Bus 2-2-2 Eco 3-3-3 | 270 (3-classi) 412 (2-classi) |                                                     | in produzione |
| Airbus A380             | 2007      | 4      | 560       | 6,58             | 7,14             | First 1-2-1 Bus 2-2-2 Eco 3-4-3 | 525 (3-classi) 644 (2-classi) | il primo "wide-body" tutto a doppio-ponte           | in produzione |
| Boeing 747              | 1969      | 4      | 396,8     | 6,10             | 6,50             | First 1-2-1 Bus 2-3-2 Eco 3-4-3 | 416 (3-classi) 524 (2-classi) | il primo "wide-body" in assoluto                    | in produzione |
| Boeing 767              | 1982      | 2      | 172,3     | 4,72             | 5,03             | First 1-2-1 Bus 2-2-2 Eco 2-3-2 | 181 (3-classi) 304 (2-classi) |                                                     | in produzione |
| Boeing 777              | 1995      | 2      | 297,5     | 5,86             | 6,19             | First 1-2-1 Bus 2-2-2 Eco 3-4-3 | 303 (3-classi) 451 (2-classi) |                                                     | in produzione |
| Boeing 787              | 2011      | 2      | 215,9     | 5,46             | 5,77             | First 1-2-1 Bus 2-2-2 Eco 3-3-3 | 210 (3-classi) 330 (2-classi) |                                                     | in produzione |
| Ilyushin Il-86          | 1980-1994 | 4      | 208       | 5,70             | 6,08             | Bus 2-2-2 Eco 3-3-3             | 234 (3-classi) 350 (2-classi) | il primo wide body costruito Russia                 | 106           |
| Ilyushin Il-96          | 1992      | 4      | 300       | 5,70             | 6,08             | Bus 2-2-2 Eco 3-3-3             | 237 (3-classi) 386 (2-classi) |                                                     | in produzione |
| Lockheed L-1011 TriStar | 1972-1984 | 3      | 228,6     | 5,72             | 6,02             | Bus 2-3-2 Eco 2-5-2             | 253 (2-classi) 345 (1-classe) |                                                     | 250           |
| McDonnell Douglas DC-10 | 1971-1988 | 3      | 263       | 5,69             | 6,02             | Bus 2-3-2 Eco 2-5-2             | 250 (2-classi) 380 (1-classe) | il primo "wide-body" trimotore                      | 446           |
| McDonnell-Douglas MD-11 | 1986-2000 | 3      | 273       | 5,69             | 6,02             | First 2-2-2 Bus 2-3-2 Eco 2-5-2 | 298 (3-classi) 323 (2-classi) | evoluzione del DC-10                                | 200           |